# 下水道局
下水道局（げすいどうきょく）とは、下水道の運営・整備を所掌する地方公共団体の部局。日本の省庁における監督は国土交通省水管理・国土保全局下水道部が行う。

## 北海道・東北地方
- 札幌市下水道局
- 函館市企業局上下水道部
- 小樽市水道局
- 旭川市水道局
- 室蘭市水道部
- 釧路市上下水道部
- 帯広市上下水道部
- 北見市上下水道局
- 岩見沢市水道部
- 留萌市都市環境部上下水道課
- 苫小牧市上下水道部
- 江別市水道部
- 根室市上下水道課
- 千歳市水道局
- 森町上下水道課
- 長万部町水道ガス課
- 岩内町建設水道部
- むかわ町経済建設課
- 青森市環境部
- 弘前市上下水道部
- 黒石市上下水道課
- 五所川原市上下水道部
- 十和田市上下水道部
- むつ市上下水道局
- 平川市上下水道課
- 藤崎町上下水道課
- 田舎館村建設課
- 板柳町上下水道課
- 鶴田町建設整備課
- 六ヶ所村上下水道課
- 盛岡市上下水道局
- 宮古市上下水道部
- 北上市上下水道部
- 一関市上下水道部
- 奥州市上下水道部
- 仙台市建設局下水道経営部
- 気仙沼市ガス水道部
- 白石市上下水道事業所
- 名取市下水道課
- 多賀城市上下水道部
- 栗原市上下水道部
- 大崎市上下水道部
- 秋田市上下水道局
- 能代市都市整備部上下水道整備課
- 大館市建設部
- 由利本荘市企業局
- 男鹿市企業局
- 潟上市水道局
- にかほ市農林水産建設部
- 山形市上下水道部
- 米沢市上下水道部
- 酒田市上下水道部
- 福島市都市政策部
- 会津若松市上下水道局
- 郡山市上下水道局
- いわき市生活環境部
- 二本松市上下水道部
- 南相馬市下水道課
- 三春町企業局

## 関東地方
- 水戸市下水道部
- 日立市企業局上下水道部
- 日立・高萩広域下水道組合
- 土浦市建設部
- 古河市下水道課
- 結城市都市建設部
- 龍ケ崎市都市整備部下水道課
- 常総市都市建設部
- 北茨城市都市建設部下水道課
- 笠間市上下水道部
- 取手地方広域下水道組合
- 牛久市建設部下水道課
- つくば市生活環境部
- ひたちなか市建設部下水道課
- 鹿嶋市都市整備部下水道課
- 潮来市建設部上下水道課
- 守谷市上下水道事務所
- 筑西市上下水道部
- 坂東市上下水道部
- つくばみらい市都市建設部上下水道課
- 利根町都市整備課
- 栃木県下水道管理事務所
- 宇都宮市上下水道局
- 足利市上下水道部
- 栃木市上下水道局
- 佐野市上下水道局
- 鹿沼市環境部
- 日光市上下水道部
- 小山市建設水道部
- 真岡市上下水道部
- 大田原市下水道課
- 矢板市上下水道事務所
- 那須塩原市上下水道部
- さくら市上下水道事務所
- 那須烏山市上下水道課
- 下野市建設水道部
- 前橋市水道局
- 高崎市下水道局
- 伊勢崎市上下水道局
- 太田市都市政策部
- 藤岡市上下水道部
- 富岡市建設水道部
- さいたま市建設局下水道部
- 川越市上下水道局
- 熊谷市上下水道部
- 川口市上下水道局
- 行田市都市整備部
- 秩父市環境部下水道課
- 所沢市上下水道局
- 飯能市上下水道部
- 加須市上下水道部
- 本庄市上下水道部
- 東松山市建設部
- 春日部市建設部下水道課
- 狭山市上下水道部
- 羽生市まちづくり部
- 鴻巣市都市建設部
- 深谷市環境水道部
- 上尾市上下水道部
- 草加市上下水道部
- 越谷市建設部
- 蕨市都市整備部下水道課
- 戸田市上下水道部
- 入間市上下水道部
- 朝霞市上下水道部
- 志木市上下水道部
- 和光市上下水道部
- 新座市上下水道部
- 桶川市都市整備部下水道課
- 久喜市上下水道部
- 北本市都市整備部下水道課
- 八潮市建設部下水道課
- 富士見市建設部
- 三郷市建設部下水道課
- 蓮田市上下水道部
- 坂戸・鶴ヶ島下水道組合
- 幸手市水道部
- 日高市上・下水道部
- 吉川市都市整備部河川下水道課
- ふじみ野市上下水道課
- 白岡市上下水道部
- 伊奈町上下水道課
- 三芳町上下水道課
- 毛呂山・越生・鳩山公共下水道組合
- 滑川町環境課下水道担当
- 嵐山町上下水道課
- 小川町上下水道課
- 川島町上下水道課
- 吉見町水生活課
- 寄居町上下水道課
- 宮代町まちづくり建設課
- 杉戸町上下水道課
- 松伏町まちづくり整備課下水道担当
- 千葉市建設局
- 銚子市水道局
- 市川市水と緑の部
- 船橋市建設局下水道部
- 館山市建設環境部下水道課
- 木更津市都市整備部下水道推進室
- 松戸市建設部
- 野田市建設局土木部下水道課
- 茂原市都市建設部下水道課
- 成田市土木部下水道課
- 佐倉市上下水道部
- 東金市都市建設部下水対策課
- 旭市下水道課
- 習志野市都市環境部下水道課
- 柏市土木部
- 市原市上下水道部
- 流山市上下水道局
- 八千代市上下水道局
- 我孫子市建設部下水道課
- 鎌ケ谷市都市建設部下水道課
- 君津富津広域下水道組合
- 浦安市都市整備部下水道課
- 四街道市上下水道部
- 袖ケ浦市都市建設部下水対策課
- 八街市建設部下水道課
- 印西市上下水道部
- 白井市都市建設部上下水道課
- 富里市都市建設部上下水道課
- 香取市建設水道部
- 大網白里市下水道課
- 栄町下水道課
- 東京都下水道局
- 八王子市水循環部
- 町田市下水道部
- 立川市環境下水道部
- 武蔵野市環境部下水道課
- 三鷹市都市整備部水再生課
- 昭島市都市整備部下水道課
- 日野市環境共生部下水道課
- 羽村市上下水道部
- 神奈川県企業庁
- 横浜市環境創造局
- 川崎市上下水道局
- 相模原市下水道部
- 横須賀市上下水道局
- 秦野市上下水道局
- 座間市上下水道局
- 甲府市上下水道局

## 中部地方
- 新潟市下水道部
- 長岡市土木部
- 柏崎市上下水道局
- 小千谷市ガス水道局
- 十日町市上下水道局
- 見附市上下水道局
- 糸魚川市ガス水道局
- 妙高市ガス上下水道局
- 五泉市上下水道局
- 上越市都市整備部
- 阿賀野市上下水道局
- 魚沼市ガス水道局
- 富山市上下水道局
- 高岡市上下水道局
- 南砺市ふるさと整備部上下水道課
- 射水市上下水道部
- 金沢市企業局
- 小松市上下水道局
- 七尾市建設部
- 内灘町都市整備部上下水道課
- 福井市企業局
- 敦賀市水道部
- 美浜町上下水道課
- 長野市上下水道局
- 松本市上下水道局
- 上田市上下水道局
- 飯田市上下水道局
- 須坂市水道局
- 岐阜市上下水道事業部
- 大垣市水道部
- 恵那市水道環境部
- 静岡市上下水道局
- 浜松市上下水道部
- 沼津市水道部
- 名古屋市上下水道局
- 豊橋市上下水道局
- 春日井市上下水道部
- 豊田市上下水道局
- 岡崎市上下水道局
- 稲沢市上下水道部
- 津市上下水道事業局・上下水道管理局
- 四日市市上下水道局
- 伊勢市上下水道部
- 松阪市上下水道部
- 桑名市上下水道部
- 鈴鹿市上下水道局
- 名張市上下水道部
- 亀山市上下水道局
- 伊賀市上下水道部

## 近畿地方
- 大津市企業局
- 彦根市上下水道部
- 日野町上下水道課
- 京都府公営企業
- 京都市上下水道局
- 福知山市上下水道部
- 舞鶴市上下水道部
- 綾部市上下水道部
- 宇治市上下水道部
- 宮津市建設部上下水道課
- 亀岡市上下水道部
- 城陽市上下水道部
- 向日市上下水道部
- 長岡京市上下水道部
- 八幡市上下水道部
- 京田辺市上下水道部
- 京丹後市上下水道部
- 木津川市上下水道部
- 大阪市建設局下水道部
- 堺市上下水道局
- 岸和田市上下水道局
- 豊中市上下水道局
- 池田市上下水道部
- 吹田市下水道部
- 高槻市都市創造部
- 貝塚市上下水道部
- 守口市環境下水道部
- 枚方市上下水道局
- 茨木市建設部
- 八尾市都市整備部
- 泉佐野市上下水道局
- 富田林市上下水道部
- 寝屋川市上下水道局
- 河内長野市上下水道部
- 松原市上下水道部
- 大東市上下水道局
- 和泉市上下水道部
- 箕面市上下水道局
- 柏原市上下水道部
- 羽曳野市下水道部
- 門真市上下水道局
- 摂津市上下水道部
- 柏原市上下水道部
- 高石市土木部上下水道課
- 藤井寺市都市整備部
- 東大阪市上下水道局
- 泉南市上下水道部
- 交野市都市整備部下水道課
- 四條畷市都市整備部下水道課
- 大阪狭山市上下水道部
- 阪南市上下水道部
- 島本町上下水道部
- 熊取町上下水道部
- 神戸市下水道局
- 姫路市下水道局
- 尼崎市公営企業局
- 明石市都市局下水道室
- 西宮市上下水道局
- 洲本市都市整備部下水道課
- 芦屋市上下水道部
- 伊丹市上下水道局
- 相生市建設農林部
- 豊岡市上下水道部
- 加古川市上下水道局
- 赤穂市上下水道部
- 西脇市上下水道部
- 宝塚市上下水道局
- 三木市美しい環境部
- 川西市上下水道局
- 小野市水道部
- 三田市上下水道部
- 加西市生活環境部
- 丹波篠山市上下水道部
- 養父市まち整備部上下水道課
- 丹波市上下水道部
- 南あわじ市建設部下水道課
- 朝来市都市環境部
- 淡路市都市整備部下水道課
- 宍粟市建設部
- 加東市上下水道部
- たつの市上下水道部
- 播磨高原広域事務組合上下水道事業所
- 奈良市企業局
- 天理市上下水道局
- 橿原市上下水道部
- 生駒市上下水道部
- 和歌山市企業局
- みなべ町上下水道課

## 中国・四国地方
- 鳥取市下水道部
- 米子市上下水道局
- 倉吉市上下水道局
- 境港市建設部下水道課
- 八頭町上下水道課
- 日吉津村建設産業課
- 伯耆町地域整備課上下水道室
- 松江市上下水道局
- 浜田市上下水道部
- 出雲市上下水道局
- 益田市上下水道部
- 大田市上下水道部
- 安来市上下水道部
- 江津市上下水道部門
- 雲南市水道局
- 岡山市下水道河川局
- 倉敷市環境リサイクル局下水道部
- 津山市都市建設部下水道課
- 玉野市建設部
- 笠岡市上下水道部
- 井原市水道部
- 総社市環境水道部
- 高梁市産業経済部上下水道課
- 新見市建設部
- 備前市建設部
- 瀬戸内市上下水道部
- 赤磐市建設事業部上下水道課
- 真庭市建設部
- 美作市環境部
- 浅口市上下水道部
- 里庄町上下水道課
- 広島市下水道局
- 呉市上下水道局
- 竹原市建設部下水道課
- 三原市都市部下水道課
- 尾道市上下水道局
- 福山市上下水道局
- 府中市下水道課
- 三次市建設部下水道課
- 庄原市環境建設部下水道課
- 大竹市上下水道局
- 東広島市下水道部
- 廿日市市建設部
- 安芸高田市建設部下水道課
- 江田島市土木建築部下水道課
- 下関市上下水道局
- 宇部市上下水道局
- 山口市上下水道局
- 萩市上下水道局
- 防府市上下水道局
- 下松市上下水道局
- 岩国市建設部下水道課
- 光市環境部下水道課
- 長門市上下水道局
- 柳井市上下水道部
- 美祢市上下水道局
- 周南市上下水道局
- 山陽小野田市建設部下水道課
- 徳島市上下水道局
- 鳴門市経済建設部下水道課
- 阿南市特定事業部下水道課
- 小松島市産業建設部
- 高松市都市整備局下水道部
- 直島町環境水道課
- 松山市下水道部
- 新居浜市上下水道局
- 西条市環境部
- 今治市上下水道部
- 宇和島市建設部
- 高知市上下水道局
- 南国市上下水道局

## 九州・沖縄地方
- 北九州市上下水道局
- 福岡市道路下水道局
- 大牟田市企業局
- 久留米市企業局
- 飯塚市企業局
- 八女市上下水道局
- 中間市環境上下水道部
- 筑紫野市環境経済部
- 大野城市上下水道局
- 佐賀市上下水道局
- 鳥栖市上下水道局
- 武雄市環境部
- 唐津市上下水道局
- 長崎県下水道局
- 長崎市上下水道局
- 佐世保市水道局
- 諫早市上下水道局
- 大村市上下水道局
- 熊本市上下水道局
- 荒尾市企業局
- 八代市建設部
- 人吉市水道局
- 水俣市上下水道局
- 大分市上下水道局
- 中津市上下水道部
- 日田市上下水道局
- 佐伯市上下水道部
- 宮崎市上下水道局
- 都城市上下水道局
- 日南市建設部
- 延岡市上下水道局
- 日向市上下水道局
- 鹿児島市水道局
- 霧島市上下水道部
- 姶良市水道事業部
- 鹿屋市上下水道部
- 薩摩川内市水道局
- 奄美市上下水道部
- 那覇市上下水道局
- 宜野湾市上下水道局
- 浦添市上下水道部
- 宮古島市上下水道部
- 石垣市建設部